# 2'-히드록시비페닐-2-술피네이트 탈술피나제
효소학에서 2'-히드록시비페닐-2-술피네이트 탈황효소 (EC 3.13.1.3)는 다음 화학 반응을 촉매하는 효소이다.
2'-히드록시비페닐-2-술피네이트 + H 2 O {\displaystyle \rightleftharpoons } 2-히드록시비페닐 + 아황산염
이 효소의 두 기질은 2'-히드록시비페닐-2-술피네이트와 H2O이며, 생성물은 2-히드록시비페닐과 아황산이다.
이 효소는 탄소-황 결합에 작용하는 효소 중 하나인 가수분해효소 계열에 속한다. 이 효소 계열의 체계적인 이름은 2'-하이드록시비페닐-2-술피네이트 설포가수분해효소이다. 이 효소에 대한 다른 일반적인 사용 이름으로는 유전자 유전자 dszB 코딩 가수분해효소, 2-(2-히드록시페닐) 벤젠술피네이트:H2O 가수분해효소, DszB, HBPSi 탈술피나제, 2-(2-히드록시페닐) 벤젠술피네이트 술포가수분해효소, HPBS 탈술피나제, 2-(2-히드록시페닐)벤젠술피네이트 가수분해효소, 2-(2 '-하이드록시페닐)벤젠설피네이트 탈설피나제, 및 2-(2-하이드록시페닐)벤젠설피네이트 탈설피나제이다.

## 구조 연구
2007년 후반 기준, 이 효소 클래스에 대해 PDB 접근 코드 2DE2, 2DE3 및 2DE4 를 포함한 3가지 구조가 해결되었다.

## 참고자료
- “Elucidation of the metabolic pathway for dibenzothiophene desulphurization by Rhodococcus sp. strain IGTS8 (ATCC 53968)”. 《Microbiology》 143 (9): 2961–73. September 1997. doi:10.1099/00221287-143-9-2961. PMID 9308179.
- “A novel enzyme, 2'-hydroxybiphenyl-2-sulfinate desulfinase (DszB), from a dibenzothiophene-desulfurizing bacterium Rhodococcus erythropolis KA2-5-1: gene overexpression and enzyme characterization”. 《Biochimica et Biophysica Acta (BBA) - Proteins and Proteomics》 1598 (1–2): 122–30. July 2002. doi:10.1016/s0167-4838(02)00365-5. PMID 12147352.
- “Purification and characterization of the aromatic desulfinase, 2-(2'-hydroxyphenyl)benzenesulfinate desulfinase”. 《Archives of Biochemistry and Biophysics》 415 (1): 14–23. July 2003. doi:10.1016/S0003-9861(03)00230-3. PMID 12801508.